# Кейвтаун (Меріленд)
Кейвтаун (англ. Cavetown) — переписна місцевість (CDP) в США, в окрузі Вашингтон штату Меріленд. Населення — 1446 осіб (2020).

## Географія
Кейвтаун розташований за координатами 39°38′34″ пн. ш. 77°35′36″ зх. д. / 39.64278° пн. ш. 77.59333° зх. д. (39.642652, -77.593207).  За даними Бюро перепису населення США в 2010 році переписна місцевість мала площу 4,93 км², уся площа — суходіл.

## Демографія
Згідно з переписом 2010 року, у переписній місцевості мешкали 1473 особи в 570 домогосподарствах у складі 436 родин. Густота населення становила 299 осіб/км².  Було 601 помешкання (122/км²).
Расовий склад населення:
| - 94,1 % — білих - 1,4 % — чорних або афроамериканців - 0,5 % — корінних американців - 0,4 % — азіатів - 1,3 % — осіб інших рас |

До двох чи більше рас належало 2,4 %. Частка іспаномовних становила 2,8 % від усіх жителів.
За віковим діапазоном населення розподілялося таким чином: 22,4 % — особи молодші 18 років, 59,4 % — особи у віці 18—64 років, 18,2 % — особи у віці 65 років та старші. Медіана віку мешканця становила 44,0 року. На 100 осіб жіночої статі у переписній місцевості припадало 102,9 чоловіків;  на 100 жінок у віці від 18 років та старших — 101,2 чоловіків також старших 18 років.
Середній дохід на одне домашнє господарство  становив 75 911 долар США (медіана — 69 931), а середній дохід на одну сім'ю — 87 949 доларів (медіана — 82 019). Медіана доходів становила 50 764 долари для чоловіків та 37 308 доларів для жінок. За межею бідності перебувало 4,1 % осіб, у тому числі 0,0 % дітей у віці до 18 років та 6,4 % осіб у віці 65 років та старших.
Цивільне працевлаштоване населення становило 822 особи. Основні галузі зайнятості: освіта, охорона здоров'я та соціальна допомога — 20,8 %, роздрібна торгівля — 20,7 %, науковці, спеціалісти, менеджери — 10,1 %, транспорт — 9,1 %.